# جشنواره فیلم اکشن آستانه

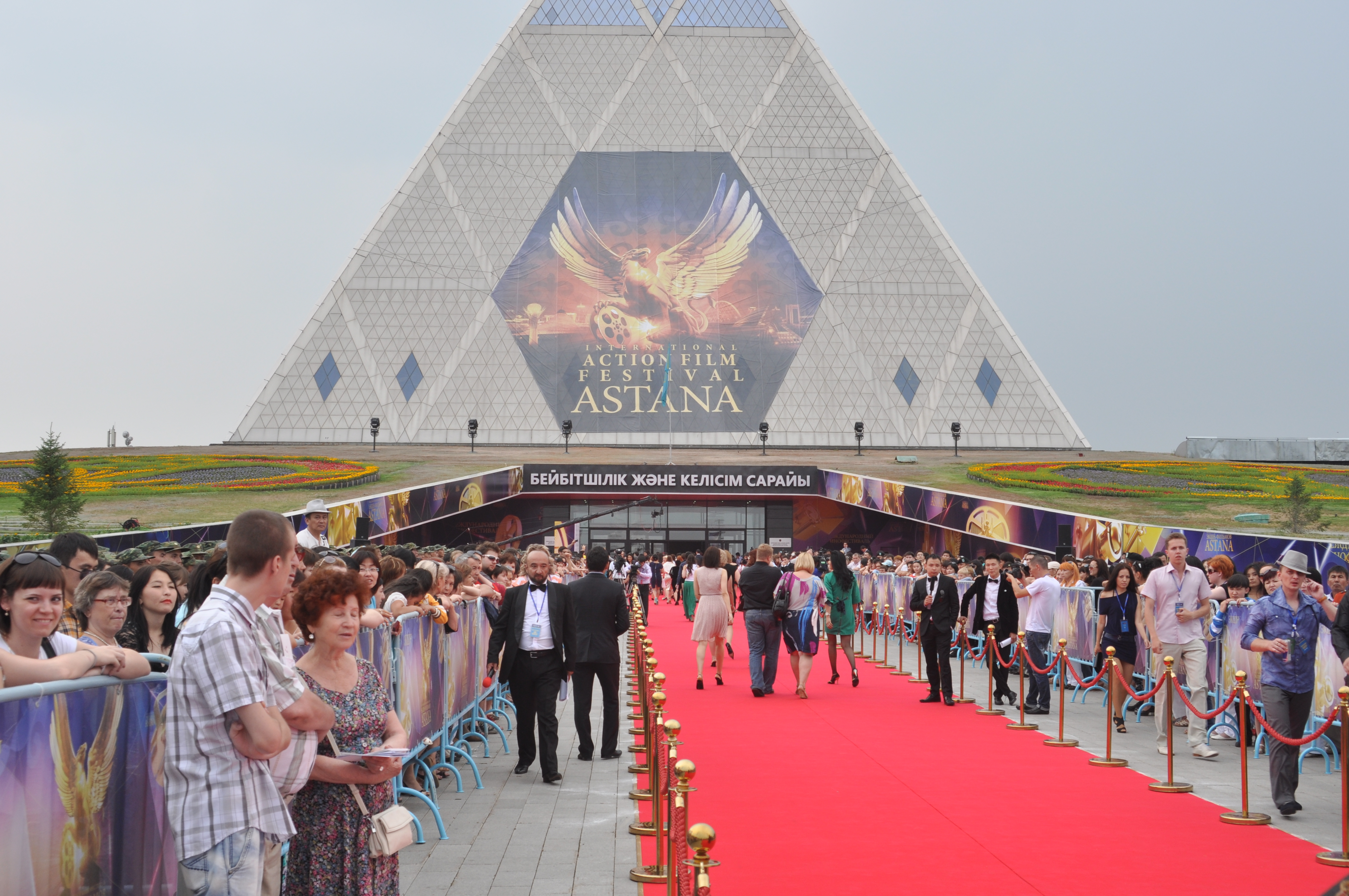
مراسم فرش قرمز جشنواره بین‌المللی فیلم اکشن آستانه

جشنواره بین‌المللی فیلم اکشن آستانه (انگلیسی: International Astana Action Film Festival) یک جشنواره سینمایی است که اولین دوره آن در ۲۷ ژوئن ۲۰۱۰ در شهر آستانه برگزار گردید. این جشنواره یکی از مهم‌ترین جشنواره‌های غیررقابتی در قزاقستان و سینمای آسیای مرکزی و سینمای آسیای غربی محسوب می‌شود. برخلاف عمده جشنواره‌های سینمایی، این رویداد، هیئت داوری و هیئت انتخاب ندارد و جشنواره‌ای غیررقابتی محسوب می‌شود. اگرچه در حین برگزاری از چهره‌های شاخصی در ژانر اکشن دعوت می‌شود. استیون سیگال در سال ۲۰۱۱ در دومین دوره این جشنواره مهمان ویژه بود.
رئیس و بنیان‌گذار این جشنواره تیمور بکمامبتوف، کارگردان، تهیه‌کننده، فیلم‌نامه‌نویس و نویسنده قزاقی‌تبار اهل کشور روسیه است. جشنواره آستانه که از سال ۲۰۲۰ نورسلطان خوانده می‌شود عمدتاً رویدادی است که فیلم‌سازهای جوان و کارگردان‌های فیلم اولی در آن حضور دارند. شهردار نورسلطان و دفتر وی متولی اصلی برگزاری این رویداد سینمایی هستند.